# Bray (Botswana)
Bray ist ein Ort im Kgalagadi District von Botswana.

## Geographie
Bray ist eine ländliche Siedlung und liegt an der Grenze zwischen Botswana und Südafrika in der Nähe des periodischen Flusses Molopo.

## Verkehr
Der Ort ist über die Regionalstraße A20 zu erreichen, die vom Südwesten aus Tshabong heranführt und nach Sekoma verläuft, wo sie in die Fernstraße A2 (Trans-Kalahari Highway) mündet.